# Ermida de Santo António (Vila do Bispo)
A Ermida de Santo António é um edifício religioso localizado no concelho de Vila do Bispo, no Distrito de Faro, em Portugal.

## Descrição e história
Situa-se na Herdade de Santo António, no Sítio dos Covões, entre Vila do Bispo e Sagres.
A ermida é possivelmente de origem medieval. Estava já profanada no período do Infante D. Henrique, que ordenou que fosse novamente aberta ao culto. Em 1890 foi alvo de obras de reconstrução, intervenção que foi documentada por uma lápide por cima da porta. Ao longo da sua história teve alguma importância para as populações locais, como local de celebração da cerimónia anual em honra de Santo António.